# Fernando Villarroel
Fernando Villarroel (Guayaquil, 25 de octubre de 1971) es un director, productor y actor cómico de televisión y teatro ecuatoriano, conocido por haber sido por varios años parte del programa cómico Ni en vivo Ni en directo, y por protagonizar Mi recinto interpretando al compadre Garañón. Actualmente tiene un canal en YouTube donde sube nuevos capítulos de Puñetere, personaje que era parte de la programación de Ni en vivo Ni en directo.

## Biografía

### Primeros años
Villarroel tuvo gustos por la música rock, lo que lo llevó a conformar dos grupos a la edad de 15 años, Altura máxima y Sygnus rock, sin embargo los dejó porque solo quería ser cantante y abandonó el colegio cuando cursaba el cuarto año para poder ingresar al conservatorio Antonio Neumane, al mismo tiempo que empezó a trabajar para que disgustara es no se disgustara con él y poder pagarse los cursos, por lo que laboró como vendedor de postales, ayudante de albañilería y en la vidriería de su padre.

### Inicios en la actuación
Villarroel llegó al mundo de la actuación luego que asistiera a cursos de actuación con Oswaldo Segura en el grupo La Mueca, para tener mejor desenvolvimiento escénico como cantante, sin embargo terminó prefiriendo la actuación. Debido a una crisis económica

### Televisión
Fue parte de La Mueca durante 9 años, e ingresó por primera vez a la televisión junto al grupo en 1998, donde interpretó a Fermín, el mayordomo de Felipe Vera en la comedia Mis adorables entenados con billete de Telesistema (actualmente RTS) . Luego que fuera ovacionado por el público en una presentación a la cual Segura lo llevó, directivos de TC Televisión al ver esto lo llamaron para que formara parte del canal al día siguiente.
En TC Televisión formó parte del programa Ni en Vivo Ni en Directo junto a David Reinoso y Flor María Palomeque inicialmente, luego estos últimos se cambiaron de canal y Villarroel  y un elenco distinto. En dicho programa realizó varias parodias y creó personajes con los cuales participó én series y telenovelas del mismo canal, tales como Mi Recinto, Jocelito, El Garañón del Millón, JSI: Jonathan Sangrera Investigador, entre otros
En 2015 y 2016 forma parte del jurado de Ecuador Tiene Talento de Ecuavisa, junto a Wendy Vera, Paola Farías y Carolina Jaume.
En 2016 participa como villano en la telenovela de Ecuavisa, La Trinity.
En 2018 regresa a RTS como presentador del programa La fiesta del gol, durante la Copa Mundial de Fútbol Rusia 2018.

### Cine
Fernando Villarroel tuvo un papel como él mismo al inicio de la película Sexy Montañita del director Alberto Pablo Rivera, estrenada el 5 de diciembre de 2014.

### Internet
Debido a las sanciones realizadas por la Superintendencia de Comunicación (Supercom) a ciertos programas cómicos, Villarroel optó por trasladar su humor al internet para no perder la esencia de los sketch del programa Ni en Vivo Ni en Directo, llevando el 16 de enero de 2015 a Puñetere, parodia del programa realizado en Ecuador por la cadena de TC Maritere, hacia YouTube al ver que varios jóvenes subían videos imitando al personaje a la red.

## Filmografía

### Series y Telenovelas
| Año        | Título                              | Personaje                                                     |
| ---------- | ----------------------------------- | ------------------------------------------------------------- |
| 2018       | Jocelito: La nueva era              | Jocelo "Jocelito" Vasconcellos                                |
| 2016-2017  | La Trinity                          | Pedro Piñas / Pedro Periñón "Don Periñón" (Villano principal) |
| 2015       | ¡Así pasa!                          | Él mismo                                                      |
| 2009       | JSI                                 | Jonathan Sangrera Investigador                                |
| 2008       | El Garañón del Millón               | Compadre Garañón                                              |
| 2007       | Jocelito                            | Jocelo "Jocelito" Vasconcellos                                |
| 2004- 2005 | Jocelito                            | Jocelo "Jocelito" Vasconcellos                                |
| 2001-2003  | Solteros sin compromiso             | Él mismo / Varios personajes                                  |
| 2001- 2014 | Mi Recinto                          | Compadre Garañón                                              |
| 2010       | Ni en vivo ni en directo            | Varios Personajes                                             |
| 1999-2007  | Ni en vivo ni en directo            | Varios Personajes                                             |
| 1998       | Mis adorables entenados con billete | Fermín                                                        |

### Como Productor y director
- (2010-2011) Me enamoré de una Pelucona
- (2005) Corazón Dominado

### Programas
- (2018) La fiesta del Gol - Presentador
- (2015- 2016) Ecuador tiene talento - Jurado

### Cine
- (2014) Sexy Montañita

## Premios y nominaciones

### Premios ITV
| Año  | Categoría             | Producción               | Resultado |
| ---- | --------------------- | ------------------------ | --------- |
| 2011 | Mejor actor cómico    | Mi Recinto               | Nominado  |
| 2010 | Mejor actor cómico    | Mi Recinto               | Nominado  |
| 2008 | Mejor actor cómico    | Mi Recinto               | Nominado  |
| 2005 | Mejor actor cómico    | Ni en vivo ni en directo | Nominado  |
| 2004 | Mejor actor dramático | Jocelito                 | Nominado  |
| 2004 | Mejor actor cómico    | Mi Recinto               | Nominado  |
| 2003 | Mejor actor cómico    | Mi Recinto               | Nominado  |
| 2002 | Mejor actor cómico    | Mi Recinto               | Nominado  |
| 2001 | Mejor actor cómico    | Mi Recinto               | Nominado  |
| 2000 | Mejor actor cómico    | Ni en vivo ni en directo | Nominado  |

### Premios Teatro Sánchez Aguilar
| Año  | Categoría              | Nominado | Resultado |
| ---- | ---------------------- | -------- | --------- |
| 2016 | Regreso a la actuación | Puñetere | Ganador   |

### Premios Video Control
| Año  | Categoría                | Nominado   | Resultado |
| ---- | ------------------------ | ---------- | --------- |
| 2020 | Mejor Comediante del Año | Puñetere   | Nominado  |
| 2017 | Mejor Comediante del Año | Puñetere   | Nominado  |
| 2014 | Mejor Comediante del Año | Mi Recinto | Ganador   |
| 2011 | Mejor Comediante del Año | Mi Recinto | Ganador   |

## Vida personal
En 2006 terminó su carrera de bachillerato a distancia y luego realizó estudios de producción en la Universidad Mónica Herrera. Se casó con Paola Olaya en 2009, con quien tiene un hijo nacido en 2012, llamado Fernando.